# Кустинська сільська рада (Бердичівський район)
Кустинська сільська рада (Кустинецька сільська рада) — колишня адміністративно-територіальна одиниця та орган місцевого самоврядування у Махнівському (Бердичівському) і Бердичівському районах, Бердичівській міській раді Бердичівської округи, Вінницької та Житомирської областей Української РСР з адміністративним центром у селі Кустин.

## Населені пункти
Сільській раді на час ліквідації були підпорядковані населені пункти:
- с. Кустин

## Населення
Відповідно до перепису населення СРСР, станом на 17 грудня 1926 року, чисельність населення ради становила 659 осіб, з них, за статтю: чоловіків — 321, жінок — 338; етнічний склад: українців — 25, росіян — 369, поляків — 265. Кількість господарств — 141, з них, несільського типу — 26.

## Історія та адміністративний устрій
Створена 1923 року в складі с. Кустин та хуторів Бродок і Шуликів Бистрицької волості Бердичівського повіту Київської губернії. 7 березня 1923 року увійшла до складу новоствореного Бердичівського (згодом — Махнівський) району Бердичівської округи. 17 червня 1925 року, відповідно до постанови ВУЦВК та РНК УСРР «Про адміністраційно-територіяльне переконструювання Бедичівської й суміжних з нею округ Київщини, Волині й Поділля», сільську раду передано до складу нового Бердичівського району.
15 вересня 1930 року, відповідно до постанови ВУЦВК та РНК УСРР від 2 вересня 1930 року «Про ліквідацію округ та перехід на двоступеневу систему управління», Бердичівський район ліквідовано, сільську раду включено до приміської зони Бердичівської міської ради. 28 червня 1939 року, відповідно до указу Президії Верховної ради Української РСР «Про утворення Бердичівського сільського району Житомирської області», сільська рада увійшла до складу відновленого Бердичівського району. Станом на 1 жовтня 1941 року х. Бродок не перебуває на обліку населених пунктів.
Станом на 1 вересня 1946 року сільська рада входила до складу Бердичівського району Житомирської області, на обліку в раді перебувало с. Кустин.
Ліквідована 11 серпня 1954 року, відповідно до указу Президії Верховної ради Української РСР «Про укрупнення сільських рад по Житомирській області», територію та с. Кустин приєднано до складу Гардишівської сільської ради Бердичівського району Житомирської області.